# Mazda Bongo
Der Mazda Bongo ist ein Kleintransporter / Kleinbus / Fahrgestell, der seit 1966 vom japanischen Automobilhersteller Mazda gefertigt wird. Als Mazda Bongo Brawny wurden die längeren und größeren Versionen des Bongo bezeichnet. Zwischen 1978 und 2001 gab es den Bongo und Brawny auch als Mazda E-Serie in Europa. 
Die 2. Generation des Bongo wurde auch vom damaligen Kooperationspartner Kia Motors als Kia Besta gebaut und Ford vermarktete ihn ab 1983 als Ford Econovan. Seit der 3. Generation wird der Bongo auch von Nissan als Nissan Vanette Largo vermarktet. Seit der vierten Generation auch von Mitsubishi Motors als Mitsubishi Delica.
Der Brawny Truck wurde 2001 durch den Mazda Titan Dash ersetzt. Die letzte Generation des Brawny wurde auch von Mitsubishi Motors als Mitsubishi Delica Cargo angeboten.

## Mazda E 2000
Bereits 1964 wurde der Mazda E 2000 eingeführt. Hierbei handelte es sich um einen Pritschenwagen mit einer Nutzlast von 2 Tonnen, der einen 81 PS (60 kW) 2.0 l Benzinmotor mit 1985 cm³ hatte. Dieser lieferte die Basis für den 1966 eingeführten Kleinbus / Kastenwagen Bongo. 1971 löste der Mazda Titan den E 2000 ab.

## Bongo F800 / F1000 1966–1977
Der 1966 gestartete Bongo hatte einen Vierzylinder-Viertaktmotor mit 782 cm³, der hinten eingebaut war und die Hinterräder antrieb. Der Wagen wurde als F800 und ab 1968 mit 1,0-l-R4-Motor auch als F1000 hergestellt. Er behielt über seine ganze Produktionszeit seine Karosserieformen; die späteren Modelle wurden lediglich mit automatisch aufrollenden Sicherheitsgurten und separaten vorderen Park- und Blinkleuchten ausgestattet. Die Bongos mit Heckmotor hatten das gleiche Fahrgestell wie der PKW Mazda 1000, der Motor war jedoch an das Ausgleichsgetriebe der Hinterachse angeflanscht. Sie waren wegen ihrer niedrigen Übersetzung sehr leistungsstark und hatten eine Nutzlast von 1 t. Wegen Rostproblemen und schlechter Wartung sind die Heckmotor-Bongos heute selten geworden. Neben dem Vereinigten Königreich von Großbritannien und Irland und den nordischen Ländern wurde die erste Generation auch noch in anderen kleineren Märkten Europas importiert. Das Leergewicht wird mit 775–910 kg angegeben.

## Bongo BA 2 1977–1983

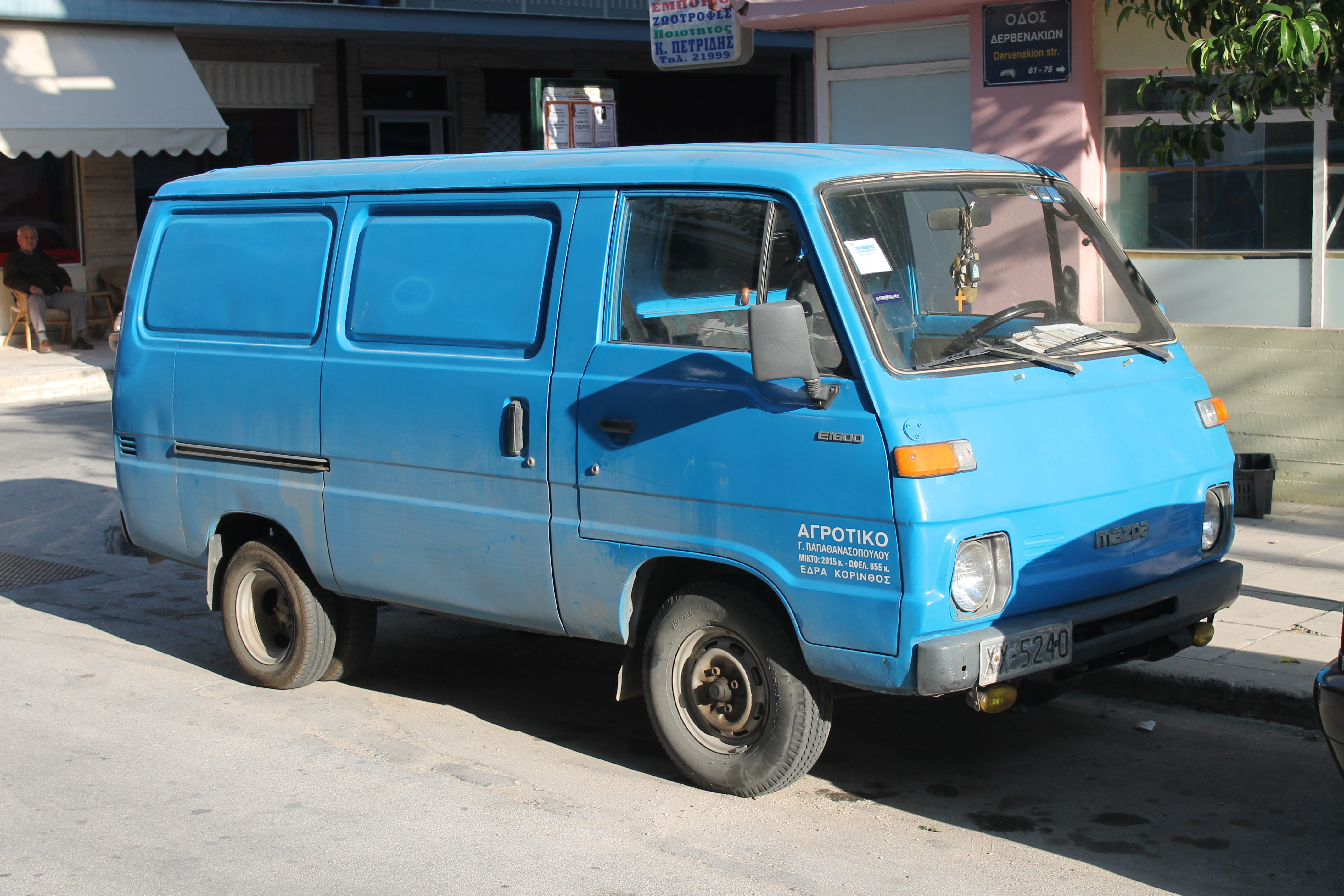
E1600

Im September 1977 startete die Produktion des Bongo II, der nun einen Mittelmotor hatte. 1978 begann der Export des Bongo nach nun ganz Europa und wurde in Deutschland als E1300, E1400 oder E1600, je nach Motorisierung, bis 1984 angeboten. Im Februar 1979 war erstmals ein 2,2 L Dieselmotor erhältlich.

### Kia Bongo
Ab 1980 baute der damalige Mazda-Partner Kia Motors den Bongo BA als Kia Bongo.

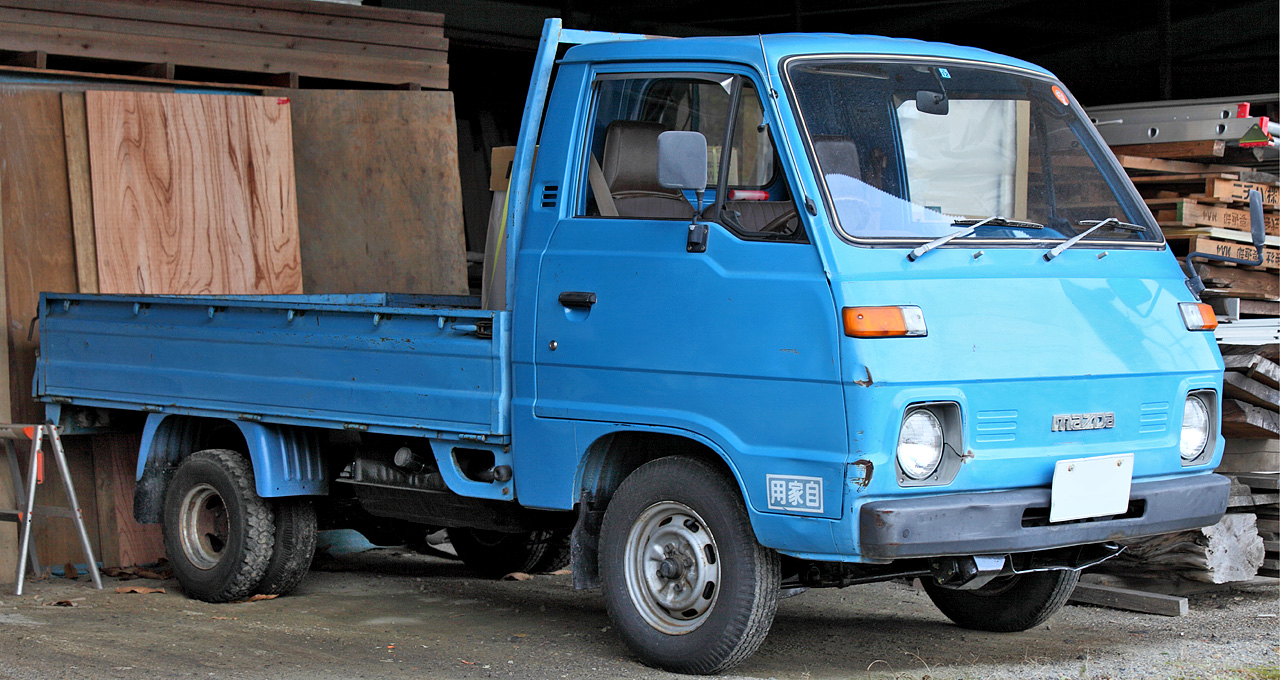
Mazda Bongo LKW BA 2

## Bongo SE 1983–1999
Im September 1983 startete die Produktion des Typs SE. Der Bongo war nun etwas länger geworden, die Serienausstattung wurde um elektrische Fensterheber und Servolenkung erweitert und beim Van waren nun eine Klimaanlage und eine Heizung im Fahrgastraum serienmäßig. Das Leergewicht wird mit 1280–1780 kg angegeben.
Der Typ J80 war in Europa, wo der Bongo als Ford Econovan angeboten wurde, nicht erhältlich. Die in Europa verkaufte E-Serie ab 1984 entsprach dem Mazda Bongo Brawny SR-Typ.
- Ab November 1984 war Allradantrieb in Verbindung mit dem 1,8-Liter-Benzin-Motor optional erhältlich. Vordere Scheibenbremsen waren nun serienmäßig.
- Im November 1986 erfolgte ein kleineres äußeres Facelift mit der Einführung eines 2-Liter-Benzinmotors.
- Ab September 1987 war auch der Dieselmotor als 4WD-Modell erhältlich und Heckscheibenwischer waren nun serienmäßig bei allen Modellen.
- Im Januar 1989 wurde ein 2-Liter-Turbodiesel ins Angebot aufgenommen.
- Ab Juni 1996 wurde die Leistung des 2-Liter-Turbodiesels mittels Ladeluftkühler gesteigert. Der 1,5-Liter-Motor entfiel.

### Ford Econovan
Die Kastenwagen- und Kleinbus-Versionen des SE und bis 2005 des Bongo SK wurden auch als Ford Econovan verkauft.

### Nissan Vanette Largo
Ab April 1994 wurde der Bongo SE auch als Nissan Vanette Largo verkauft.

### Mazda Bongo Friendee
Ab Juni 1995 ersetzte der Mazda Bongo Friendee die Van-Modelle. Dieser wurde auch als Ford Freda verkauft.

### Kia Besta
Die Kastenwagen- und Kleinbus-Versionen des SE wurden vom damaligen Mazda-Kooperationspartner Kia Motors als Kia Besta von 1985 bis 1999 produziert. Mit einem 2,2-Liter-Dieselmotor mit 48kw/65PS wurde das Modell zwischen 1995 und 1999 auch in Europa angeboten.

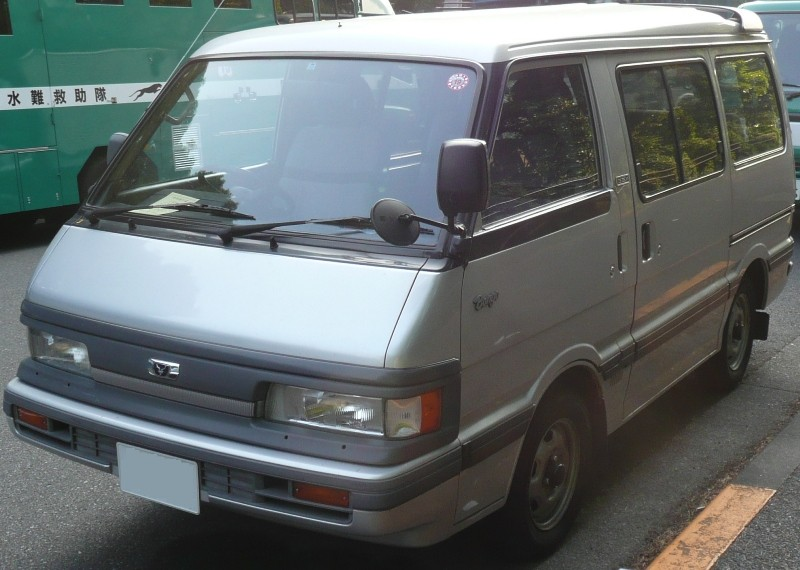
Bongo Facelift
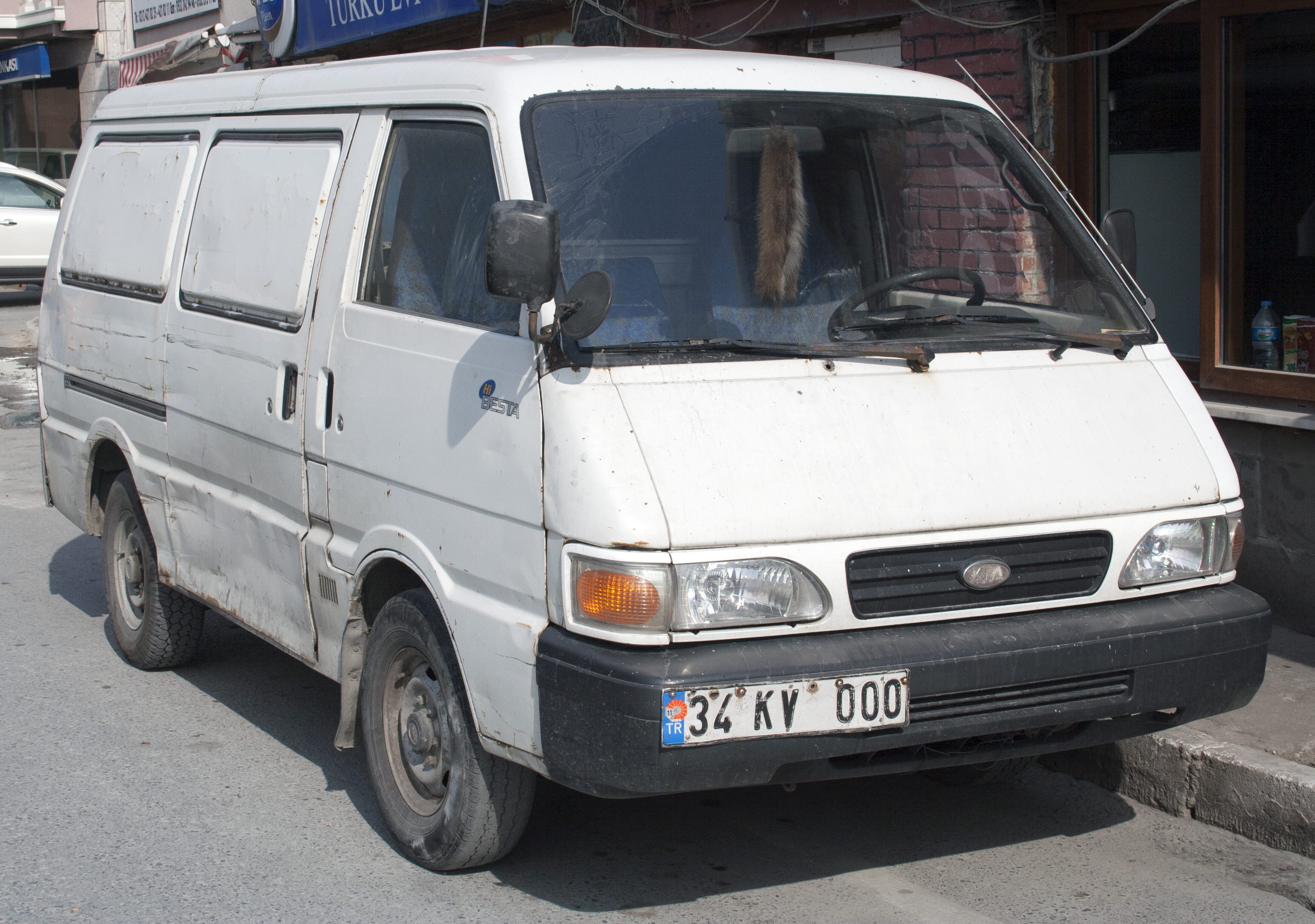
Kia Besta
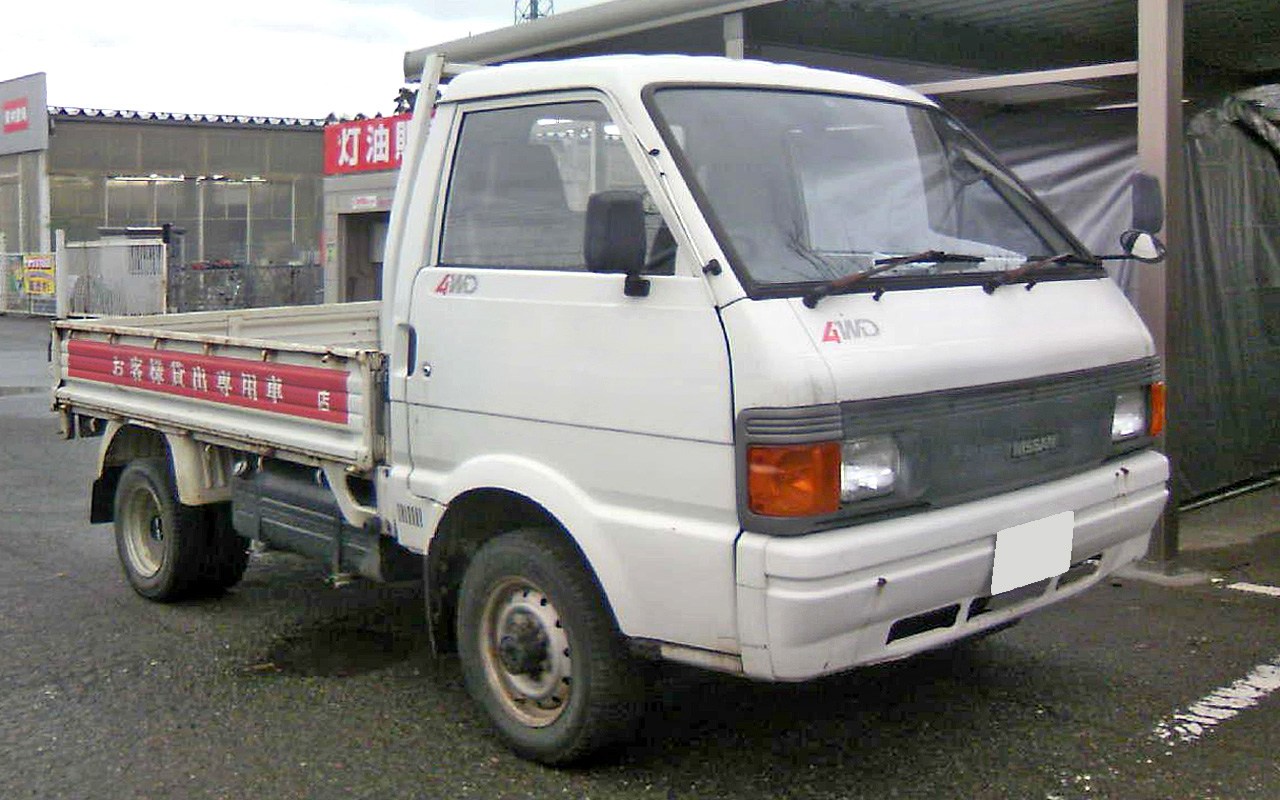
Nissan Vanette Largo S20 Lkw

## SK 82 / SKF 82 1999–2020
Ab Juni 1999 startete die Produktion des Bongo SK. Es handelt sich dabei um eine stark überarbeitete SE-Plattform. Trotz teilweiser Ähnlichkeit mit dem Vorgänger sind andere Karosserieteile verbaut, vor allem um die Crashsicherheit zu verbessern. Das Leergewicht der Wagen wird mit 1360–1600 kg angegeben.
Das Pritschenwagenmodell trägt seither das Kürzel SKF. Der 1,8-Liter-Benzin- und der 2,2-Liter-Dieselmotor wurden in der Leistung und den Abgasemissionen verbessert. Anfänglich waren je nach Modell Fahrerairbag und Antiblockiersystem optional oder serienmäßig verbaut. Optional waren auch wieder Automatikgetriebe und Allradantrieb erhältlich.
- Im Dezember 2003 wurden die Dieselmotoren auf Common-Rail-Einspritzung umgestellt und die Leistung des 1,8-Liter-Benzinmotors wurde nochmals erhöht auf eine maximale Leistung von nun 95 PS. Fahrerairbag und ABS sind seither in allen Modellen enthalten.
- Im August 2007 wurden Dieselpartikelfilter zur Erfüllung der Umweltnormen eingeführt. Auch bei den LKW-Modellen waren nun elektrische Fensterheber und Zentralverriegelung Serienstandard.
- Im August 2010 erfolgte eine Überarbeitung. Der 1,8-Liter-Benzinmotor, der in Europa im Mazda MX-5 zum Einsatz kommt, ersetzte den bisherigen 1,8-Liter-Motor. Eine große Mittelarmlehne und bessere Materialien verbesserten den Komfort. Die Ladehöhe sank auf 45 mm, elektrische Außenspiegel und Beifahrerairbag gehören seither ebenfalls zur Standardausstattung.

### Mitsubishi Delica
Neben dem Nissan Vanette Largo S21 wurde der Bongo SK seit 2009 auch als Mitsubishi Delica gebaut.

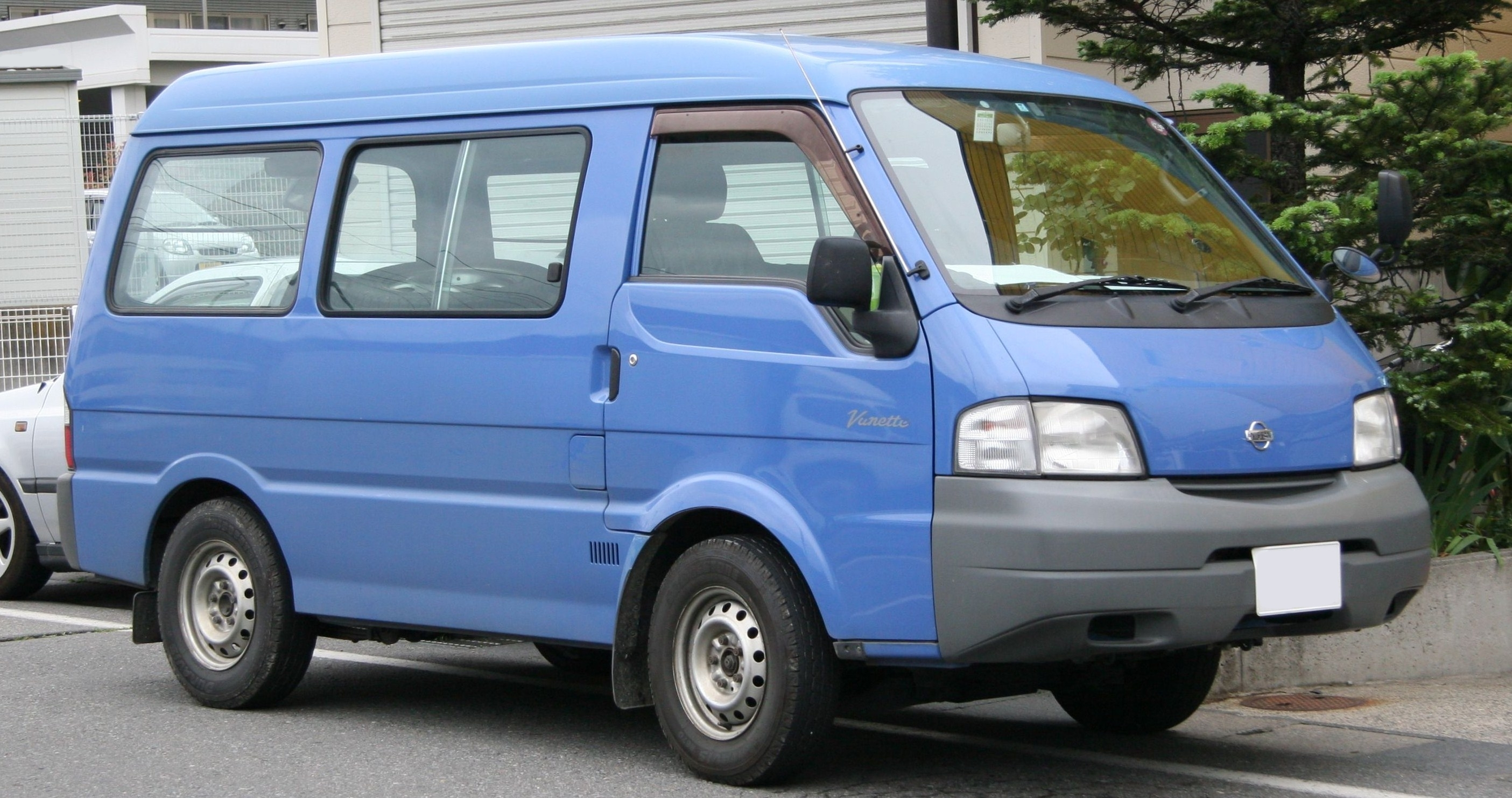
Nissan Vanette Largo S21
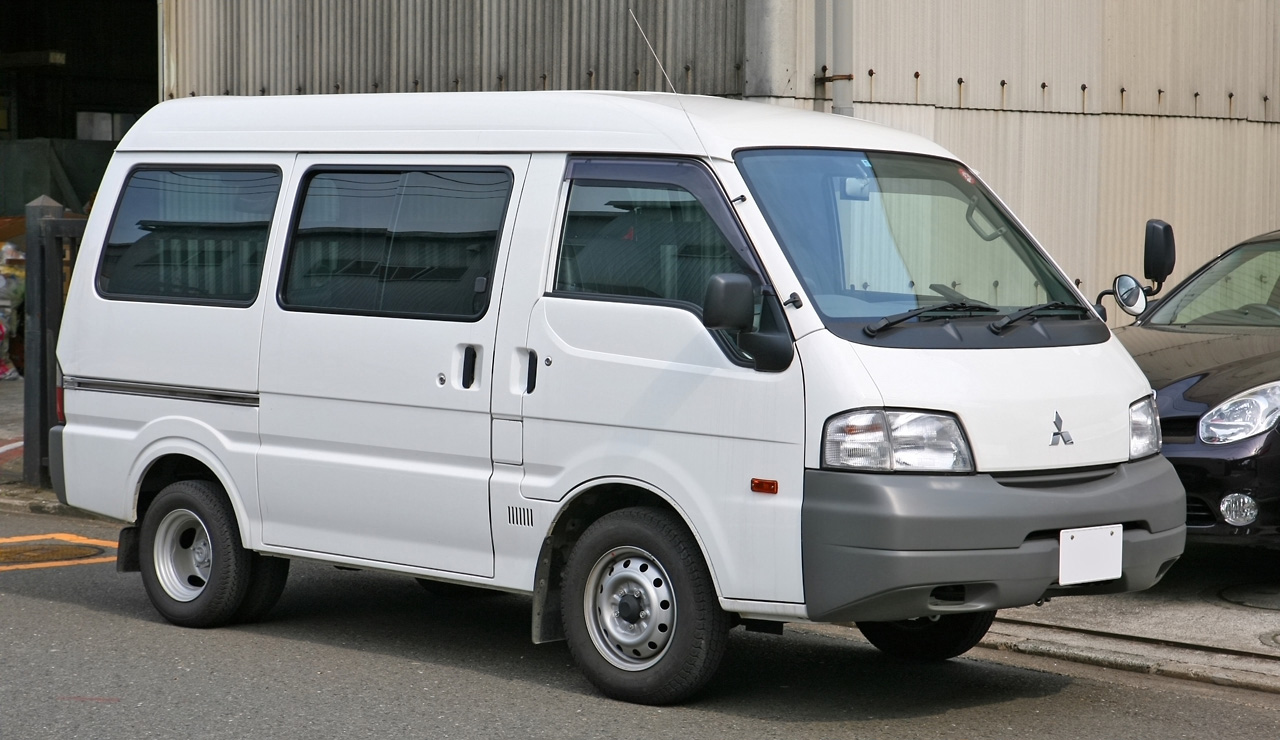
Mitsubishi Delica

## S400 seit 2020
Eine neue Generation des Bongo wurde 2020 vorgestellt. Sie basiert auf dem Daihatsu Gran Max.

## Mazda Bongo Brawny SD/SR / Mazda E-Serie (1983–2001)
Im Juni 1983 wurde die Modellreihe Mazda Bongo Brawny vorgestellt. Es handelte sich dabei um eine längere, breitere und höhere Version des Bongo SE. Ebenso wie beim Bongo waren Kastenwagen / Kleinbus (SD) und LKW Version Pritschenwagen (Automobil) und Fahrgestelle (SR) erhältlich. Der Bongo Brawny wurde ab 1984 nach Europa als Mazda E 1800,E 2000 und E 2200, je nach Hubraumgröße exportiert. Die 1,8-Liter-Benzin- und 2,2-Liter-Dieselmotoren wurden nur für den europäischen Markt eingebaut. Das Leergewicht der Wagen wird mit 1350–1640 kg angegeben.
- 1985 waren auch die Brawny Modelle mit optionalem Allradantrieb erhältlich.
- 1987 gab es ein Facelift mit Überarbeitung der Front bei den SD Typen. Der 2-Liter-Diesel hatte nun Turbolader und Direkteinspritzung. Drei-Punkt-Sicherheitsgurte und Heckscheibenwischer waren nun serienmäßig enthalten.
- 1990 folgte ein weiteres kleines Facelift mit nun serienmäßiger Zentralverriegelung bei den SD Modellen.
- 1997 erfolgte ein weiteres Facelift mit umfassender Überarbeitung im Innen- und Außenbereich. Ein 2,5-Liter-Dieselmotor mit Direkteinspritzung kam neu ins Angebot. Die SR-Variante wurde in Europa nun nicht mehr angeboten.
- 2001 endete die Produktion der Baureihe und die Brawny Truck SR genannte LKW-Pritschenwagen und Fahrgestell Modelle wurden durch den Mazda Titan Dash ersetzt, während die SD Modelle bereits 1999 einen Nachfolger auf dem Heimatmarkt erhielten.

Die bis 2001 nach Europa exportierte Mazda E-Serie erhielt in Westeuropa keinen Nachfolger.

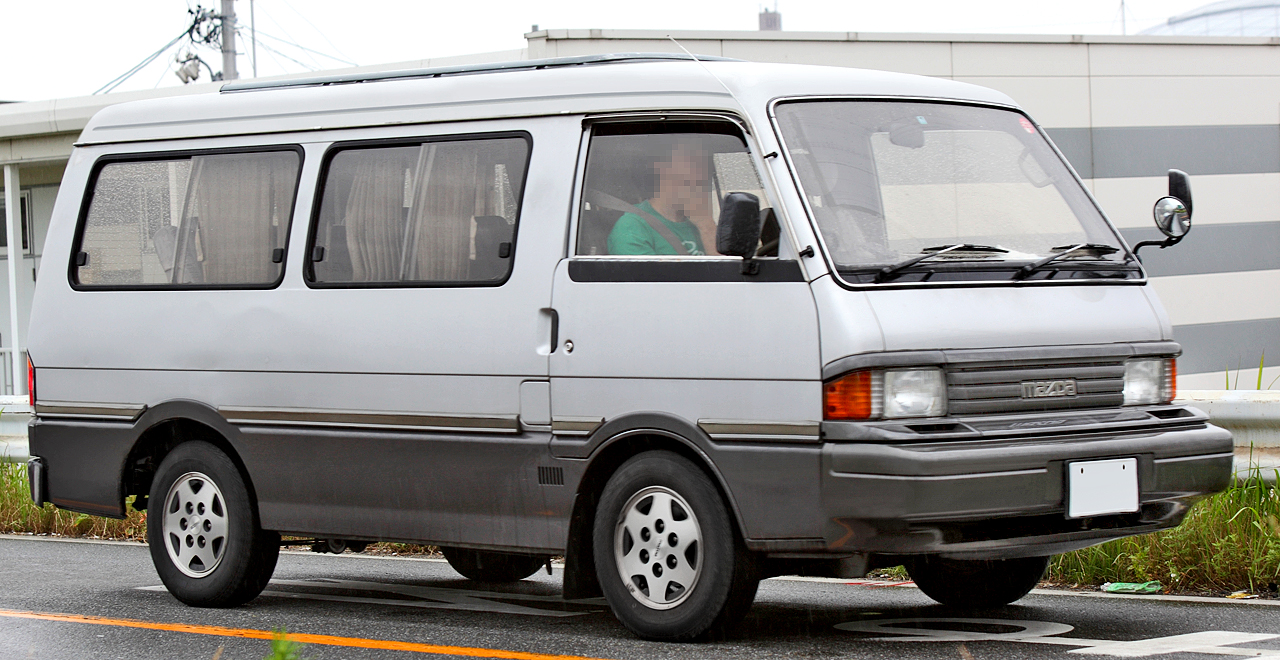
Mazda E-Serie 1987
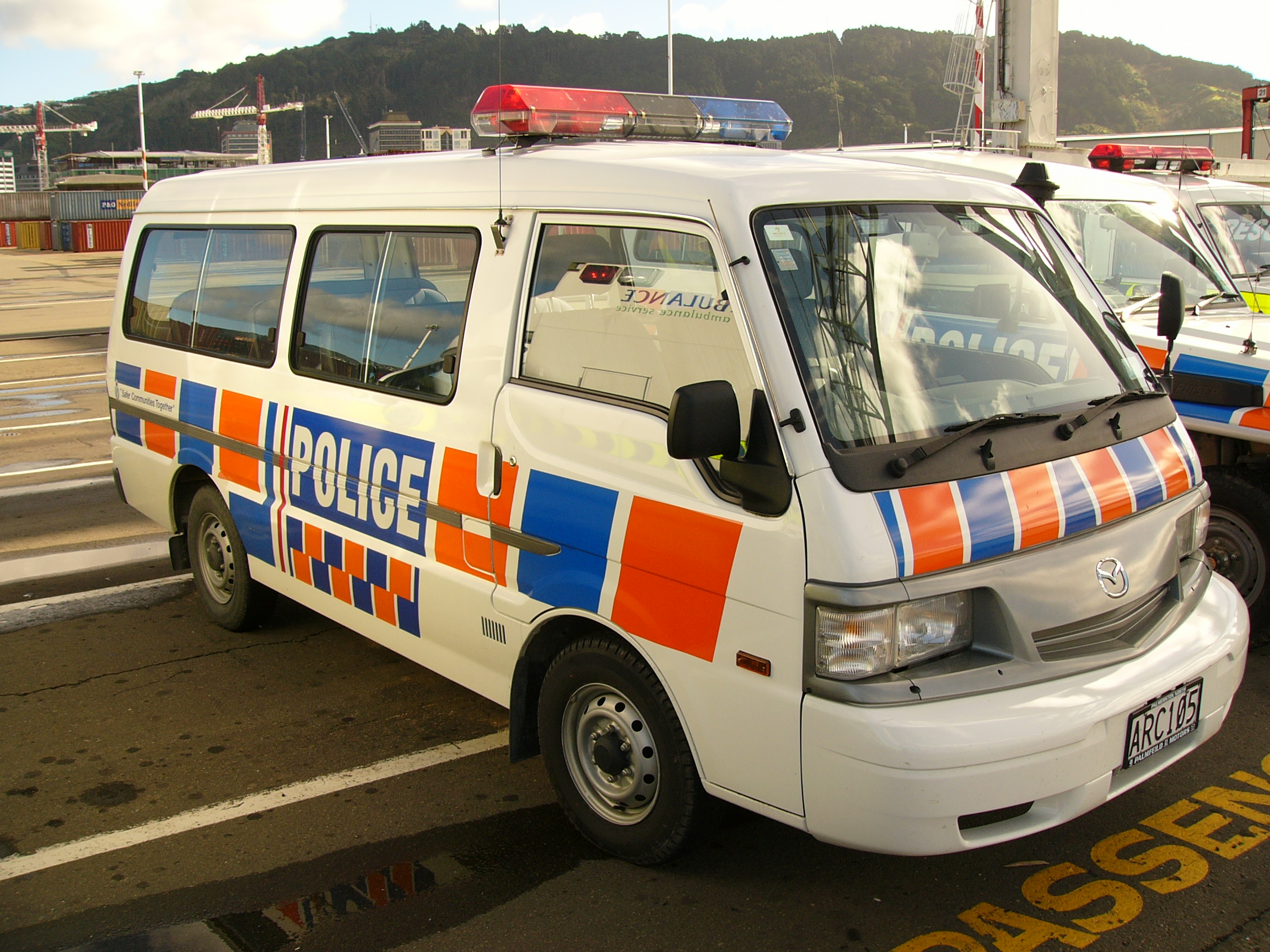
Mazda E2000 Fensterbus (1997–2001)
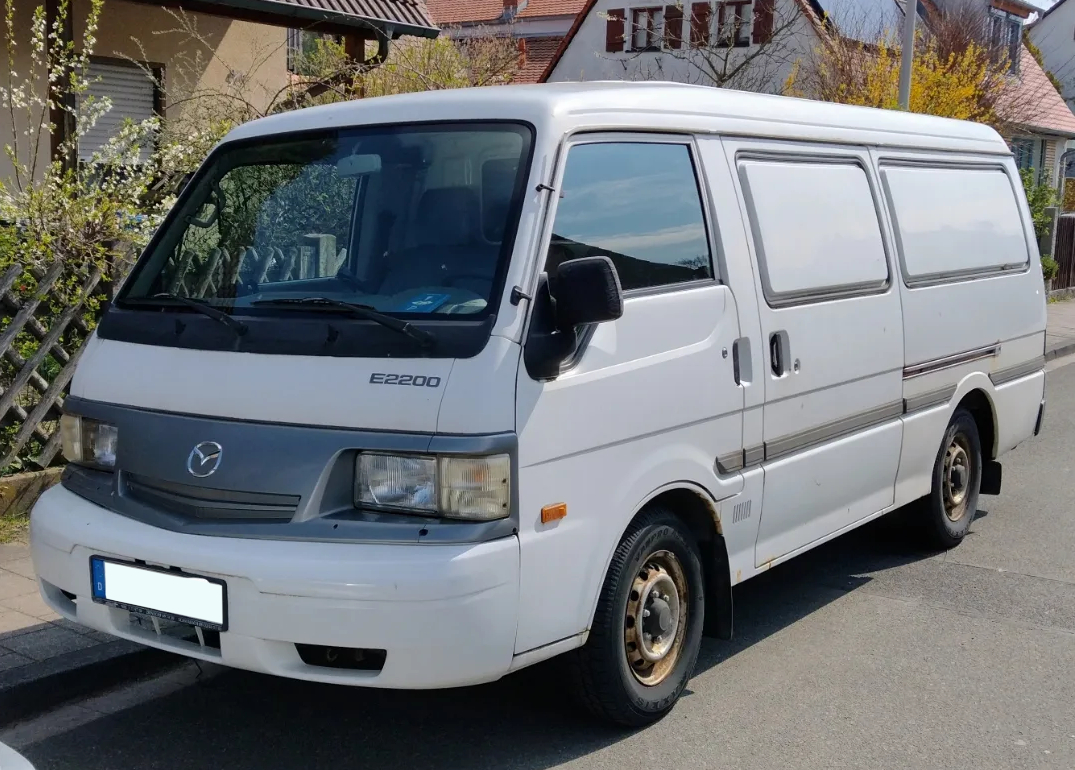
Mazda E2200 Kastenwagen (Europa, 1997–2001)
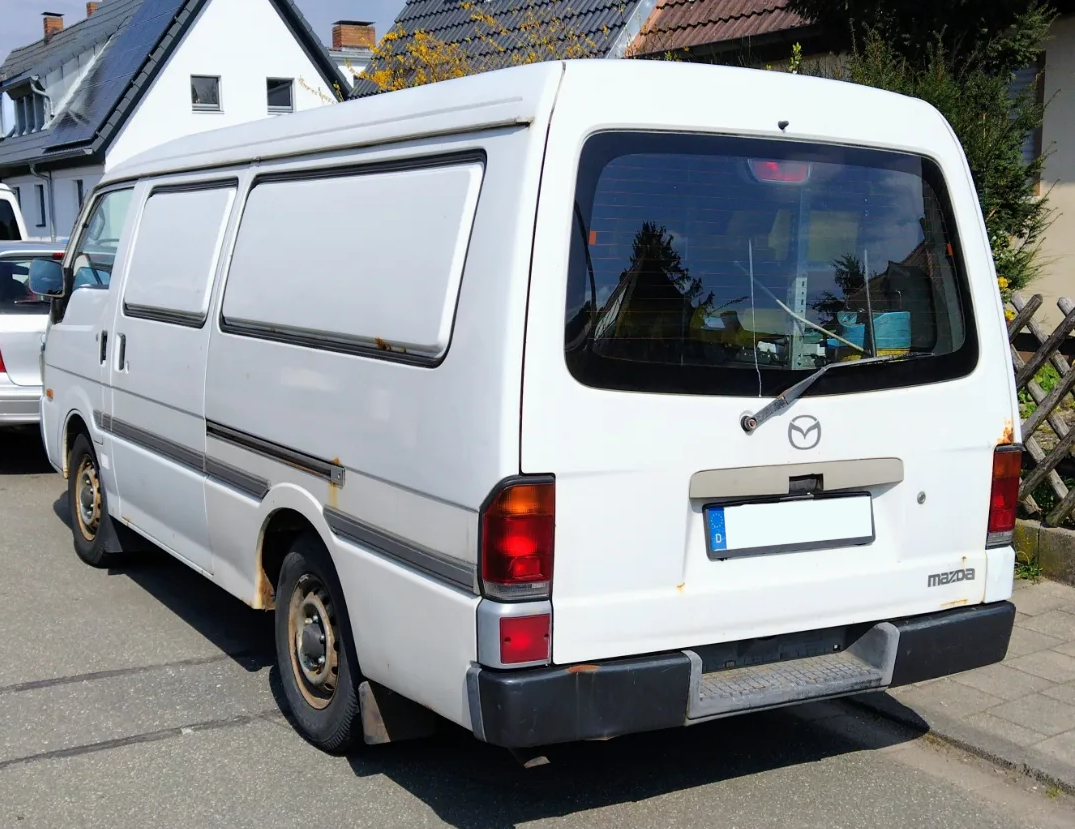
Heckansicht

## Mazda Bongo Brawny SKE / Mitsubishi Delica Cargo (1999–2010)

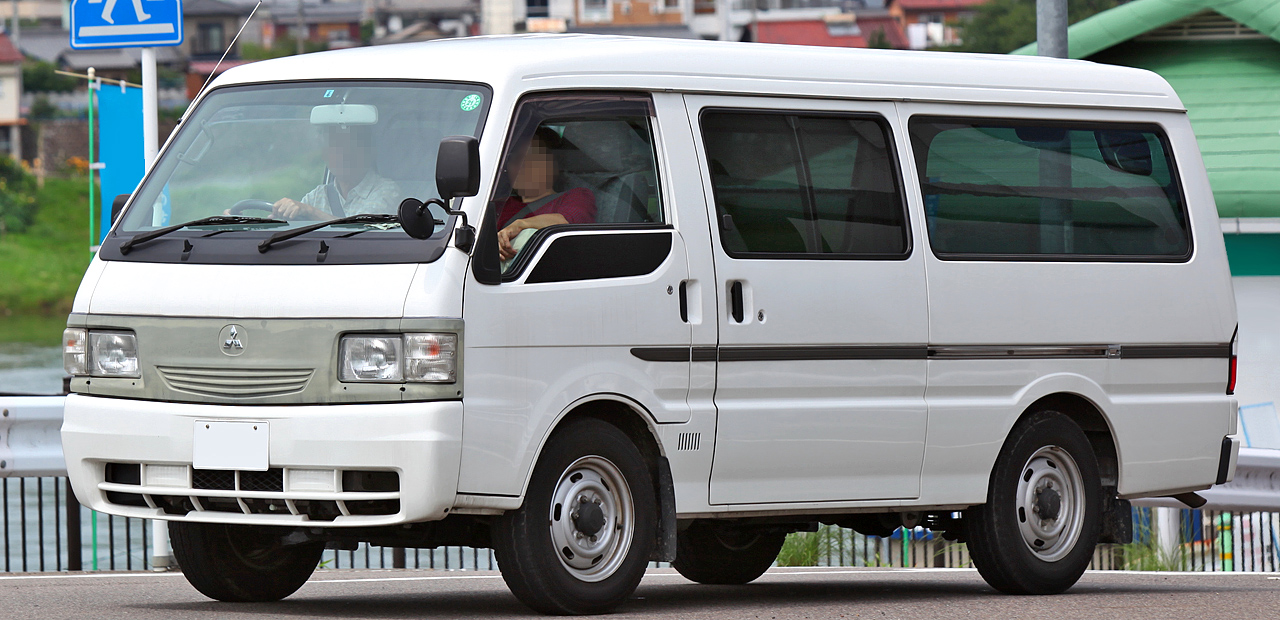
Mitsubishi Delica Cargo

Im Juni 1999 wurden parallel zur Bongo SK Reihe die Bongo Brawny Modelle auf Basis der SK Reihe als SKE Kastenwagen / Kleinbus vorgestellt. Es handelte sich dabei um die größten und längsten jemals gebauten Bongo Varianten. Den Antrieb übernahmen der 2-Liter-Benzinmotor und die 2,0- und 2,5-Liter-Dieselmotoren mit Direkteinspritzung. Das Leergewicht wird mit 1590–3090 kg angegeben. Mitsubishi Motors vermarktete das Modell als Mitsubishi Delica Cargo. Im Export wurde der Bongo SK wiederum als Mazda E-Serie angeboten, nicht jedoch in Westeuropa.
- Im Dezember 2004 erfolgte beim 2,0-Liter-Diesel eine Umstellung auf Common-Rail Einspritzung mit Turbo.
- Im August 2010 erfolgte parallel zum Facelift des Bongo SK die Produktionseinstellung des Bongo Brawny nach 27 Jahren.

## Trivia
- Ein Mazda Bongo der ersten Generation wurde im Film Mad Max eingesetzt. Es war der persönliche Dienstwagen von Regisseur George Miller, der ihn aber für eine Crashszene opfern ließ, um das Budget gering zu halten.
- Die Bongo-Modelle Brawny und Friendee (ebenso wie der baugleiche Ford Freda) werden oft auf Websites als Witz über Autonamen erwähnt.